# Apadon
Apatodon do grego (απατη "truque", o engano ")  é um gênero incerto de dinossauro, possivelmente um sinônimo do Alossauro. Quando Marsh o vislumbrou, pensou que era uma mandíbula com dentes de um porco da era Mesozóica, mas logo foi demonstrado que a espécime na verdade se tratava de uma vértebra corroída de um dinossauro proveniente da Morrison Formation - local fértil em rochas sedimentares e fósseis de dinossauros. Marsh interpretara de maneira errônea a espinha neural encontrada como se fosse um dente de um porco.(Baur, 1890).
Um único exemplar encontrado não é considerado suficiente para identificar uma espécie particular de dinossauro. No entanto, é agora considerada por alguns autores (George Olshevsky em particular) que possa ter sido um Allosaurus fragilis.